# Krajowy Związek Turystyczny
Krajowy Związek Turystyczny – stowarzyszenie, które powstało w 1906 roku, a jego celem było propagowanie turystyki w Galicji. 

## Historia
Związek został powołany w Krakowie 27 kwietnia 1906 roku. W jego skład weszły: Galicyjski Klub Automobilowy w Krakowie, Towarzystwo Tatrzańskie w Krakowie, Oddział Pieniński Towarzystwa Tatrzańskiego w Szczawnicy, Oddział Narciarski Lwowskiego Klubu Sportowego „Pogoń”, Tatrzańskie Towarzystwo Narciarzy w Krakowie, Polskie Towarzystwo Balneologiczne w Krakowie, Towarzystwo Miłośników Historii i Zabytków Krakowa, Krajowy Związek Zdrojowisk i Uzdrowisk we Lwowie, gminy: Gorlice, Krynica, Rzeszów, Szczawnica, Żywiec i Zakopane, rady powiatowe: w Bochni, Chrzanowie, Krakowie, Nowym Targu, Tarnopolu, Wadowicach oraz osoby prywatne.
Pierwsze walne zebranie odbyło się 18 lipca 1906 roku. W skład Wydziału zostali wybrani: Roger Battaglia, Stanisław Sokołowski (właściciel Biura kolejowego) i Aleksander Lisiewicz ze Lwowa, prezydent Krakowa Juliusz Leo, Antoni Wodzicki i Józef Horoszkiewicz, Eustachy Chronowski, Stanisław Pareński i Marian Starzewski z Krakowa, oraz Zenon Pelczar z Truskawca. To grono wybrało prezesa, którym został Antoni Wodzicki, wiceprezesami: Roger Battaglia i Józef Muczkowski, skarbnikiem Eustachy Chronowski, a sekretarzem tymczasowo Wacław Przybylski.
Podczas walnego zebrania, które zwołano w maju 1918 roku podsumowano działalność Związku w latach 1914–1917. Związek nawet podczas działań wojennych nie zamknął biur, a z ich pomocy korzystali głównie oficerowie i żołnierze państw sprzymierzonych. Po zakończeniu działań wojennych pomagano w przyjazdach, których celem było zwiedzanie pobojowisk oraz poszukiwania grobów. Działalność zawiesił oddział lwowski. Wybrano zarząd w składzie: prezes Jan Kanty Fedorowicz, wiceprezesi: Ludwik Schneider, Jakub Judkiewicz, Kazimierz Lubieniecki, Rudolf Beres (dla Lwowa).  
Ponieważ celem Związku było propagowanie wszelkich form turystyki w Galicji utworzył on biura informacyjne w Krakowie, Warszawie, Zakopanem i Rabce, filię w Stanisławowie i oddział we Lwowie. Zadaniem filii w Stanisławowie był organizowanie turystyki w okolicach Jaremcza, Tatarowa i Worochty. W sierpniu 1913 roku Związek otworzył filię w Konstantynopolu.
Oprócz plakatów i folderów Związek wydał między innymi: Winke für Reisende in Galizien (1907), pierwszy przewodnik w języku angielskim po Zakopanem Short guide throught Zakopane and surroundings with illustrations and one map (1913), Krótki przewodnik po Krakowie i okolicy (1910), Przewodnik po Krakowie i okolicy (1908), Illustrowany przewodnik po Galicji, Śląsku, Orawie i Spiszu (1914), Kraków, Ojców, Tatry, Pieniny (1929) oraz wspólnie z Polskim Towarzystwem Balneologicznym dwutygodnik „Przegląd Zdrojowo-Kąpielowy i Przewodnik Turystyczny”.
W 1918 roku przekształcił się w Polski Związek Turystyczny. 

## Prezesi
- Antoni Wodzicki (1906–1909)[9][10]
- Jan Potocki (1909–?)[10]
- Jan Kanty Fedorowicz[11]